# ملعب كريستوفسكي
ملعب كريستوفسكي (بالروسية: Стадион Санкт-Петербург») أو غازبروم أرينا لأسباب الرعاية، هو ملعب كرة قدم يقع في الجزء الغربي من جزيرة كريستوفسكي بمدينة سانت بطرسبرغ في روسيا. وهو الملعب الرئيسي لنادي زينيت سانت بطرسبرغ. بدأت أعمال البناء في الملعب في عام 2007، وكان من المفترض افتتاحه في ديسمبر من عام 2008. لكن تأخر المشروع لغاية عام 2011، ثم إلى 2017 لإضافة «بعض التغييرات التجميلية». حتى شهر مايو من 2017 زاد الوقت الوقت المحدد لبناء حوالي هو 518٪ من الوقت المعلن عنه، وزادت التكلفة الإنشائية ما يقارب 548٪ على الميزانية والتكلفة الرئيسية. حيث بلغت التكلفة الإنشاء النهائية للملعب 1.1 مليار دولار أمريكي. ومن ثم افتتح الملعب الذي يتسع لحضور ما يقارب 68,134 متفرج رسمياً في 2017، كأحد الملاعب الرئيسية التي استضافت منافسات كأس القارات 2017. وهو أيضاً أحد الملاعب الثمانية التي ستستضيف منافسات كأس العالم لكرة القدم 2018 وقد استضافه مبارات النهائيه لكأس القارات ومباراة نصف نهائي ومباراة النهائي ومباراة المركز الثالث ومنافسات بطولة أمم أوروبا لكرة القدم 2020.

## أهم الأحداث التي استضافها
- كأس القارات 2017
- كأس العالم لكرة القدم 2018
- بطولة أمم أوروبا لكرة القدم 2020

## معرض الصور

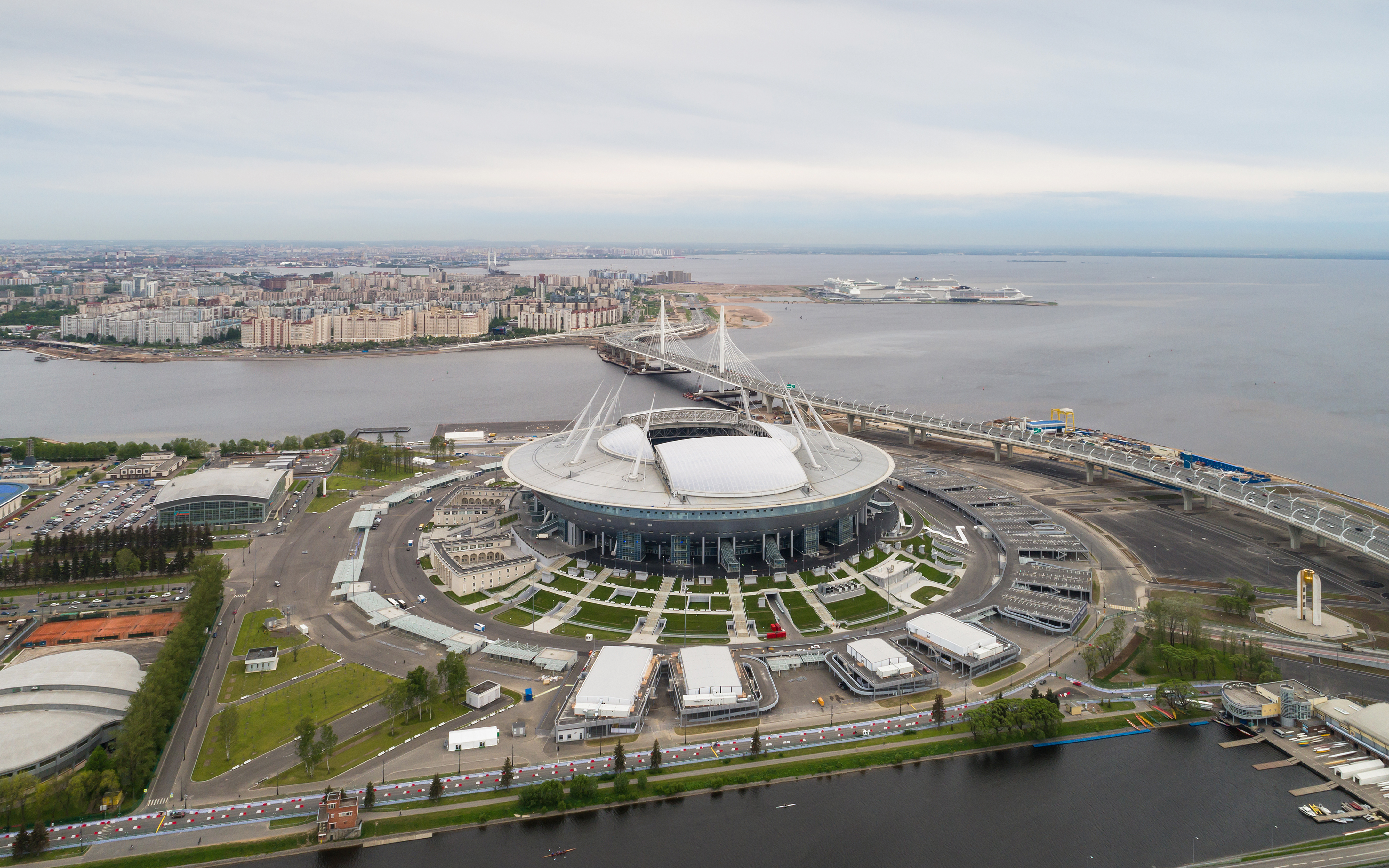
صورة جوية للملعب
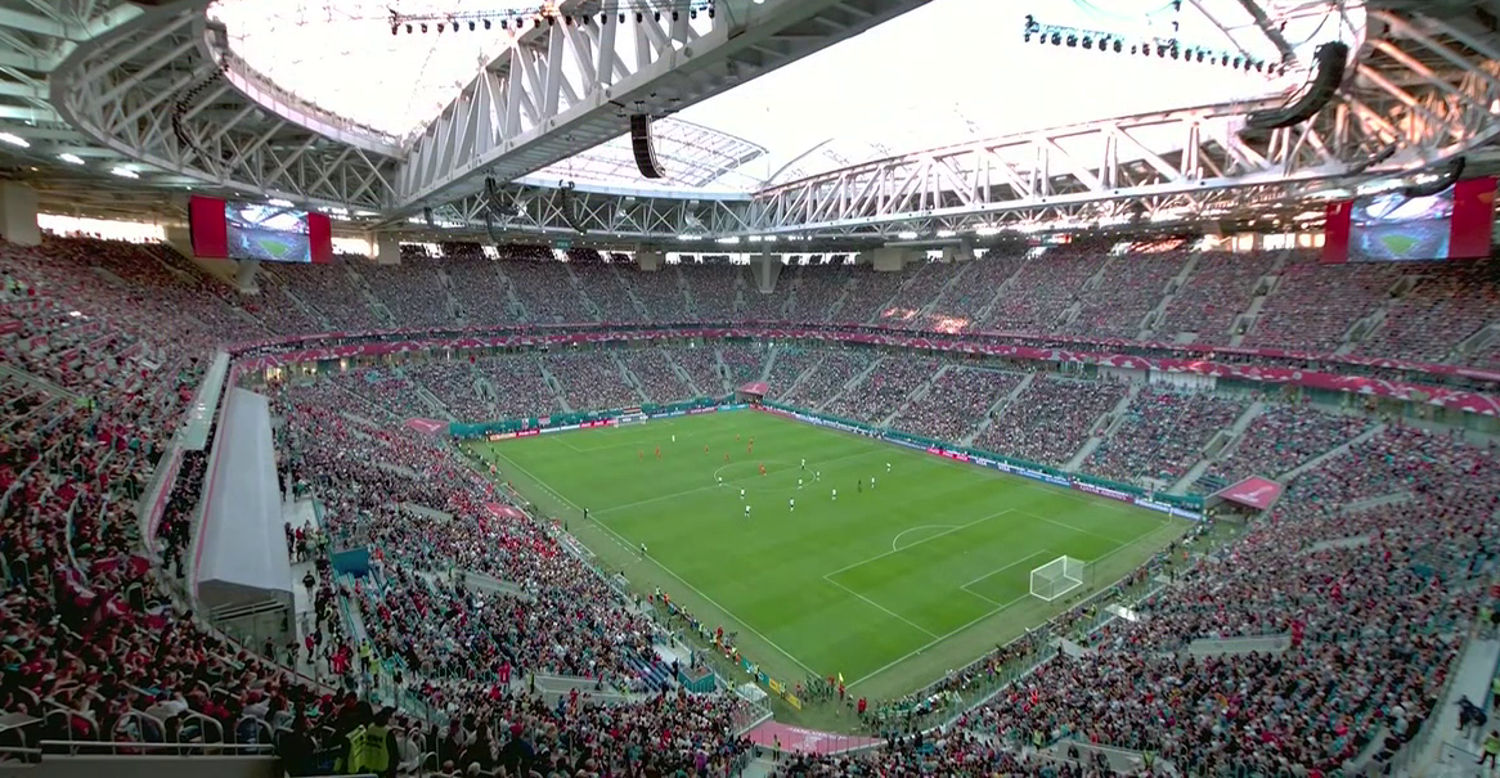
نهائي كأس القارات 2017 بين ألمانيا وتشيلي